# Hrabstwo Adams (Waszyngton)
Hrabstwo Adams (ang. Adams County) – hrabstwo w stanie Waszyngton w Stanach Zjednoczonych. Hrabstwo zajmuje powierzchnię całkowitą 1929,69 mil² (4997,87 km²). Według szacunków United States Census Bureau w roku 2009 miało 17 732 mieszkańców. Siedzibą hrabstwa jest Ritzville.
Hrabstwo powstało 28 listopada 1883 r., nazwę nadano na cześć 2. prezydenta USA Johna Adamsa.

## Miasta
- Hatton
- Lind
- Othello
- Ritzville
- Washtucna